# Peter Kinzing

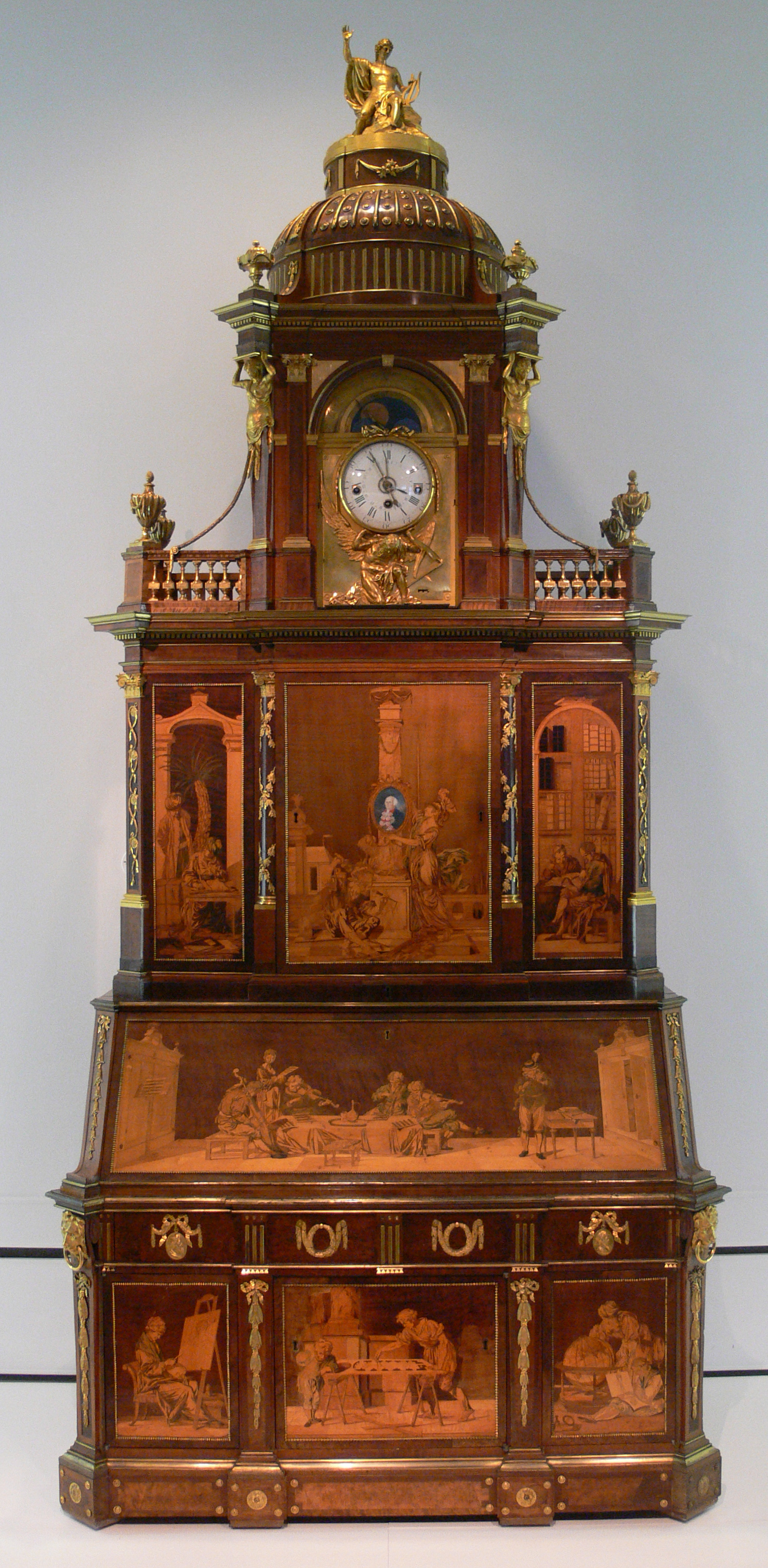
Sécretaire della bottega Roentgen con orologio di Kinzing, Neuwied 1779 (Kunstgewerbemuseum)

Peter Kinzing (Kintzing) (Neuwied, 21 dicembre 1745 – Mannheim, gennaio 1816) è stato un orologiaio tedesco.

## Biografia
Discendente da una famiglia di orologiai di Neuwied di confessione mennonita, fu orologiaio di corte del Ducato di Nassau e del re di Francia. I Kinzing guadagnarono fama nel XVIII secolo grazie al sodalizio con la famiglia ebanista dei Roentgen, Abraham e David, dando vita a un'intensa collaborazione dal 1770.
Peter Kinzing raggiunse poi Parigi con David Roentgen e qui fu nominato «orologiaio della regina» da Maria Antonietta. Verso il 1785 costruì una serie di orologi musicali con organo e cimbalom. Le sue creazioni sono conservate nelle raccolte di importanti musei in tutto il mondo.